# Asghar Akbari Gharetappeh
Asghar Akbari Gharetappeh (in persiano اصغر اکبری قره تپه‎; 12 aprile 1968) è un ex giocatore di calcio a 5 iraniano.
Utilizzato nel ruolo di giocatore di movimento, come massimo riconoscimento in carriera ha la partecipazione con la Nazionale di calcio a 5 dell'Iran al FIFA Futsal World Championship 1992 ad Hong Kong dove la nazionale asiatica ha ottenuto la sua migliore prestazione nei campionati mondiali con il quarto posto finale, dopo la sconfitta nella finalina a beneficio della Spagna